# Verre flint
Pour les articles homonymes, voir Flint.

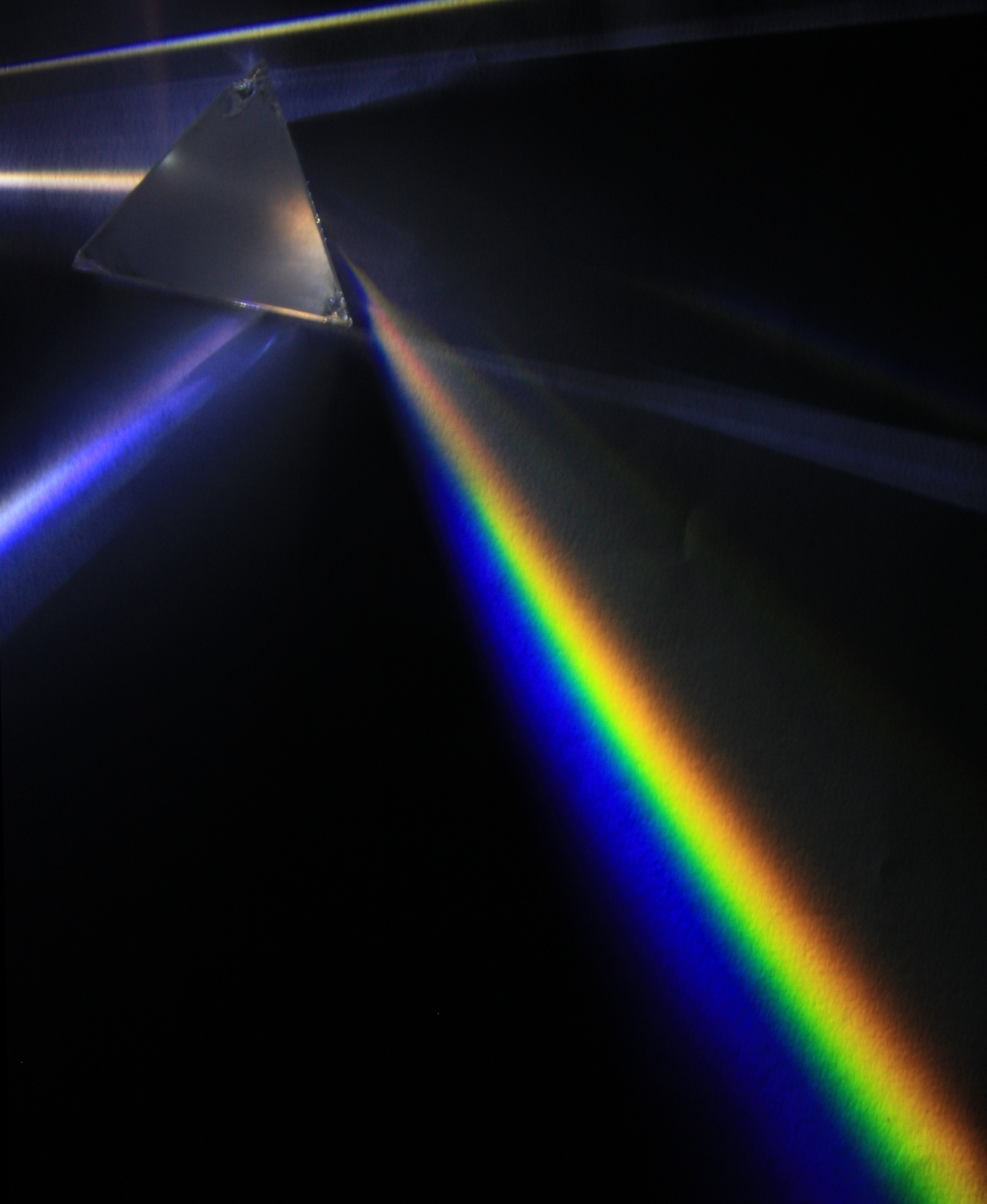
Dispersion de la lumière d'une lampe à vapeur de mercure par un prisme de verre flint.

Le verre flint, ou flint glass en anglais (de flint, « silex » en anglais), est un type de verre optique qu'on distingue des autres verres d'oxydes par son nombre d'Abbe faible. Ce sont donc des verres à forte dispersion, c'est-à-dire qu'ils dévient très différemment les rayons lumineux selon leur longueur d'onde.
Le verre flint a un nombre d'Abbe inférieur à 50 lorsque son indice de réfraction est supérieur à 1,60 et le nombre d'Abbe inférieur à 55 lorsque son indice de réfraction est inférieur à 1,60.
Dans sa formule d'origine, le verre flint contient de l'oxyde de plomb(II) ; mais depuis les travaux de recherche sur la formulation du verre opérés par Otto Schott et Ernst Abbe, on sait que l'on peut adjoindre à la pâte d'un verre flint du lanthane, du titane, du baryum, etc. pour en modifier les caractéristiques.
Le verre flint est très utilisé en cristallerie d'art pour sa brillance, l'indice de réfraction élevé provoquant un plus grand nombre de réflexions internes.

## Historique

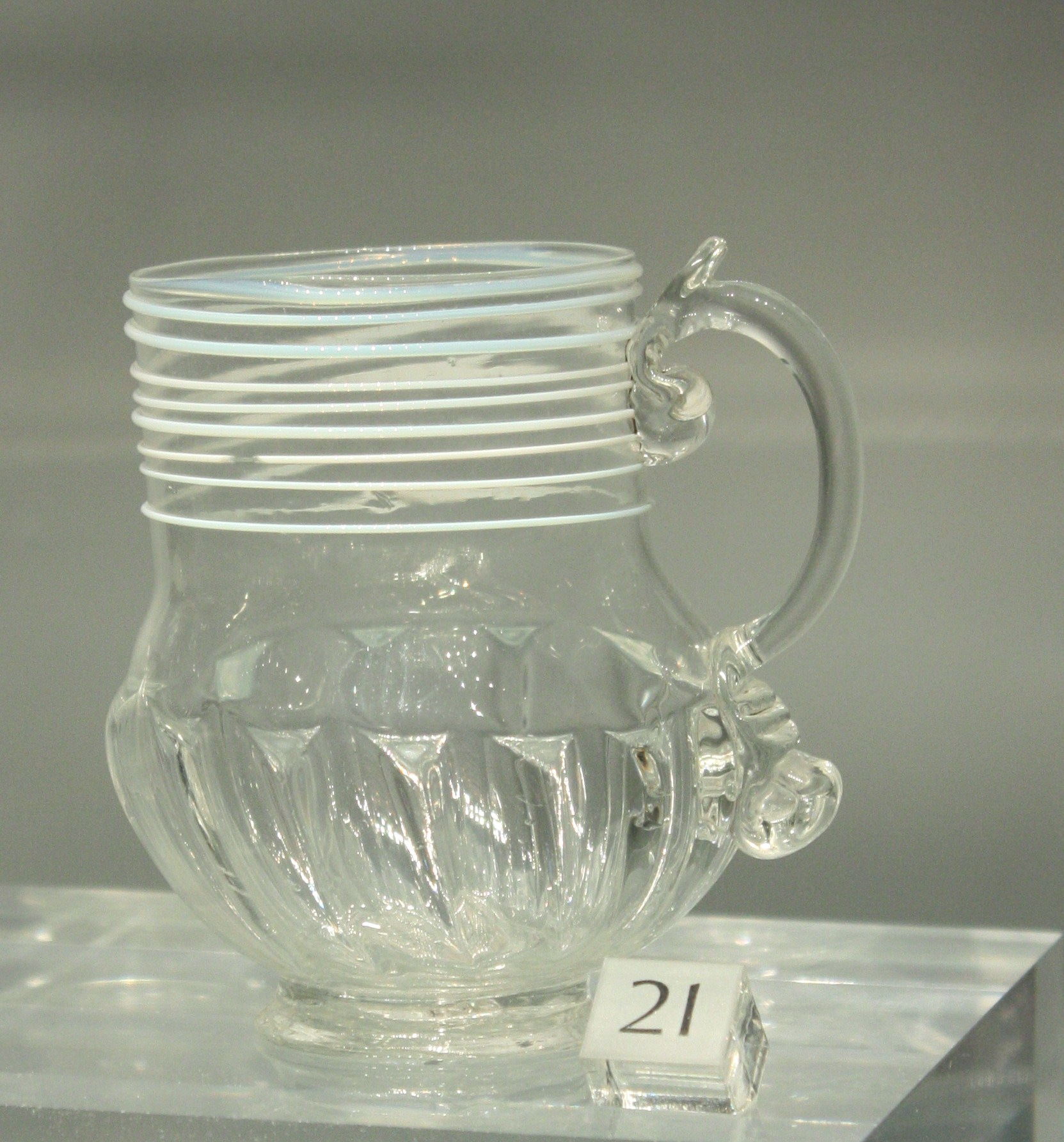
Verre destiné à des bières fortes, réalisé dans un verre très transparent, daté de 1680-1690. Un modèle similaire marqué du sceau à tête de corbeau de Ravenscroft est daté de 1676 environ. Cette choppe est visible dans le Victoria and Albert Museum.

Au XVIIe siècle les verriers vénitiens parvinrent à fabriquer un cristal parfaitement transparent, le cristallo grâce à de la silice extrêmement pure et l'addition d'un composant qui demeure inconnu de nos jours. C'est afin de rivaliser avec le cristallo que George Ravenscroft utilisa en 1674 des nodules de silex présents dans la craie du Sud-Est de l'Angleterre comme matière première, la silice de ces silex étant très peu chargée en impuretés. La différence principale avec le cristal vénitien ou d'autres verres dont la silice provenait de silex, était l'ajout d'oxyde de plomb dans la pâte du verre qui donna au cristal de Ravenscroft son aspect très brillant, en plus de la transparence due à la silice. Cette brillance est due à la dispersion forte suscitée par l'oxyde de plomb dans le mélange de base qui augmente la réfringence et diminue le nombre d'Abbe. Pour rendre son produit plus attractif, Ravenscroft commercialisa son verre sous le nom de flint glass plutôt que verre au plomb.
Le verre flint, à l'origine inventé par Ravenscroft pour réaliser des coupes, bols et assiettes, continua à être utilisé à ces fins. Vers la fin du XVIIIe siècle, le verre de plomb fait son apparition aux États-Unis, sous l'impulsion de Deming Jarves (en), mais la production eut des difficultés à prendre son essor du fait de l'embargo du Royaume-Uni sur l'oxyde de plomb. L'industrie du verre flint américain démarra réellement vers 1819 alors que la découverte de gisements d'oxyde de plomb et de silice très pure permit aux États-Unis de ne plus dépendre de l'Angleterre pour l'importation de ces produits.
Parce qu'ils considéraient la verrerie de verre flint comme plus artistique et créative que la production de bouteilles ou de verre plat, les travailleurs de verre flint s'organisèrent en sociétés secrètes et en syndicats dont le fonctionnement était calqué sur celui des verriers vénitiens de Murano,. En effet le prix d'un article de verrerie en verre pressé revenait à environ trois fois moins cher qu'un article de verre flint au plomb soufflé et gravé, le verre pressé étant plus rapide à se vitrifier et plus facile à presser et produire,.
Outre son utilisation en cristallerie, la réfringence élevée du verre au plomb le rend particulièrement intéressant pour des utilisations en optique, couplé avec un verre crown moins réfringent et moins dispersif. Chester Moore Hall découvrit ces propriétés en 1729 et les exploita en utilisant une lentille concave de verre flint et une autre convexe de verre crown pour réaliser les premiers doublets achromatiques, afin de réaliser un télescope réfractif,. Les doublets produits permettaient de corriger l'aberration chromatique, mais aussi une partie de l'aberration sphérique,,.
Cette découverte resta largement ignorée jusqu'à ce que John Dollond tente lui aussi de réduire les aberrations chromatiques en collant deux lentilles en verre crown et verre flint, ce qui lui valut la médaille Copley de la Royal Society en 1758,. Ces doublets achromatiques ne purent être fabriqués à des diamètres supérieurs à 12 cm pour des raisons techniques, et ce jusqu'au début du XIXe siècle ; à l'origine conçus pour concurrencer les télescopes réflectifs, la limitation du diamètre des doublets achromatiques ne put contrecarrer la suprématie des systèmes réflectifs. Le fait que ces doublets nécessitent une lentille en verre crown et une autre en flint amena une demande forte pour la conception de nouveaux verres avec des indices et dispersions différents, ainsi Pierre-Louis Guinand, un verrier suisse travaillant avec Joseph von Fraunhofer créa de nouveaux verres de très bonne qualité, et de grands progrès purent être faits d'ici le début du XIXe siècle. Une vingtaine de verres différents, crowns et flints, fut ainsi développée dans les années 1880.
En 1879, Otto Schott contacta Ernst Abbe, alors professeur à l'université de Iéna, et qui possédait des parts dans l'entreprise Carl Zeiss. Ils se lancèrent dans une grande campagne de recherches pour produire des verres de très haute qualité, sans défauts ou inclusions, et mener des investigations visant à trouver de nouveaux composants à inclure dans les verres. Depuis, il existe dans les catalogues de verres optiques jusqu'à 200 verres différents, dont une moitié sont des verres flint de tous types, incluant des flint au lanthane, flint au niobium, flint au titane, etc.

## Composition
| Type de verre                                      | Composition                     |
| -------------------------------------------------- | ------------------------------- |
| R désigne un alcalin et M un alcalino-terreux      |                                 |
| Flint court                                        | SiO2-B2O3-R2O-Sb2O3             |
| Flint court dense                                  | (B2O3,Al2O3)-PbO-MO             |
| Crown flint Flint extra léger Flint léger Flint    | SiO2-R2O-PbO-MO                 |
| Flint dense Flint dense spécial                    | SiO2-R2O-MO-TiO2                |
| Baryum flint léger Baryum flint Baryum flint dense | SiO2-B2O3-BaO-PbO-R2O           |
| Lanthane flint Lanthane flint dense                | (SiO2,B2O3)-La2O3-PbO-MO        |
| Niobium flint                                      | B2O3-La2O3-ZnO-Nb2O5            |
| Niobium flint dense                                | (B2O3,SiO2)-La2O3-ZnO-(Ti,Zr)O2 |

Depuis l'époque de Ravenscroft la composition des flints a beaucoup évolué au fur et à mesure que les besoins de l'industrie se sont diversifiés.
Les flints denses et légers sont des familles connues depuis longtemps, et sont utilisés comme verres optiques autant que comme cristal pour la verrerie de tous les jours. Leurs propriétés principales découlent de la proportion de PbO introduite. Le PbO augmente l'indice de réfraction tout en diminuant le nombre d'Abbe et affecte aussi la dispersion partielle. L'oxyde de plomb va aussi augmenter la densité du verre et diminuer sa résistance aux attaques chimiques. La capacité du couple PbO-SiO2 à se vitrifier permet d'atteindre des proportions de PbO de plus de 70 mol pour 100, ce qui ne serait pas possible si le PbO n'était qu'un modificateur du maillage chimique. En effet une haute concentration en PbO amène la création de PbO4 tétraédrique qui peuvent former un maillage de type vitreux.
Plusieurs inconvénients apparaissent avec l'inclusion de PbO. Premièrement les verres sont légèrement jaunes à cause de la concentration importante d'oxyde de plomb. Deuxièmement, des inclusions et impuretés comme l'oxyde de fer(III) Fe2O3 ou l'oxyde de chrome(III) Cr2O3 dégradent la transmission du verre de manière bien plus importante que dans des verres à la soude, à la potasse ou à la chaux. Troisièmement, un équilibre chimique entre le Pb2+ et le Pb4+ s'établit et, en présence d'un verre saturé d'oxygène, amène la création de dioxyde de plomb PbO2, composé marron qui assombrit les verres. Cette dernière coloration peut cependant être renversée par une transformation redox de la pâte de verre, puisque ne puisant pas son origine dans des impuretés.
Pour remédier à ces problèmes, il est possible d'introduire du dioxyde de titane TiO2 et du dioxyde de zirconium ZrO2, ce qui accroit la stabilité chimique du verre et conserve la transmission du verre dans l'ultraviolet.
Les baryum flints cristallisent moins facilement que d'autres familles de verre à cause de la présence d'oxyde de plomb(II) (PbO) dans le mélange. Plus la proportion de PbO est importante plus l'indice de réfraction augmente et la température de fonte diminue, ce sont donc des verres qui, bien que très utiles pour leurs indices forts, présentent des complications lors de la fonte. Le BaO dans ces verres est parfois remplacé par du ZnO.
Les lanthane flints constituent une famille étendue atteignant de hauts indices de réfraction pour une dispersion moyenne. L'utilisation de SiO2 dans la pâte crée des instabilités dans la cristallisation, écueil qui est évité en remplaçant la silice par le trioxyde de bore B2O3 et par des oxydes divalents. Pour augmenter encore plus leur indice de réfraction, l'utilisation de multiples oxydes s'est répandue, on peut citer les oxydes de gadolinium, d'yttrium, de titane, de niobium, de tantale, de tungstène et de zirconium (Gd2O3, Y2O3, TiO2, Nb2O5, Ta2O5, WO3 et ZrO2).
Les flints courts forment une famille qui se démarque non pas par son indice ou sa constringence mais par sa dispersion partielle. Nommés à partir de leurs spectres peu étendus dans le bleu, les flints courts sont aussi des atouts dans la conception de systèmes optiques pour leurs faibles impacts dans le bleu. Ils sont obtenus en remplaçant l'oxyde de plomb des verres flints par de l'oxyde d'antimoine Sb2O3.

## Propriétés physiques
Les verres flints possèdent plusieurs qualités les différenciant des verres crowns ou d'autres types de verres plus spéciaux comme le verre de quartz ou les verres de chalcogènures et d'halogénures. Les flints ont généralement des propriétés photoélastiques suffisantes pour les utiliser comme modulateur acousto-optique. L'ajout de plomb dans un verre accroit l'indice de réfraction, la résistivité électrique et l'absorption des rayons X et diminue la viscosité du verre.

### Réfringence et constringence

Diagramme d'Abbe montrant la répartition entre verres crown et verres flint. Les abscisses (axe inversé) sont la constringence, les ordonnées l'indice de réfraction.

L'indice de réfraction des flints varie entre 1,5 et 2,0 selon leur composition et on les distingue des autres verres d'oxydes par leur nombre d'Abbe inférieur à 50. L'indice de réfraction supérieur à celui des verres crown, donne un aspect plus brillant et coloré aux verres de cristal en flint, à cause des réflexions internes dues à la réflexion totale plus forte.
L'indice de réfraction est lié à la densité du matériau traversé. Les composants utilisés pour les verres flints sont souvent bien plus lourds que ceux pour les verres crown, augmentant ainsi leur indice.

### Propriétés non linéaires
L'indice de réfraction non linéaire est lié à l'indice de réfraction, ainsi les verres flint ont un indice non linéaire supérieur aux crowns, leur conférant des propriétés élasto-optiques intéressantes. L'indice non linéaire d'une fibre en SF57 (flint au plomb de Schott AG) est ainsi deux fois supérieur à celui d'une fibre en silice SiO2.
La constante de Verdet d'un verre flint est deux fois plus grande que celle d'un verre crown, ceci étant lié à la dispersion bien plus grande de ces verres ; les verres flint se prêtent ainsi assez bien aux applications impliquant l'effet Faraday.
Les verres notés SF6 et SF57 de Schott sont utilisés aussi pour leur sensibilité à l'effet Raman.

### Transmission
Comme la plupart des verres d'oxydes, les verres flint ont une fenêtre de transmission située dans le spectre visible, c'est-à-dire que sa chute de transmission dans l'ultraviolet intervient dans le bleu ou dans l'UV proche, et sa chute de transmission dans l'infrarouge intervient plutôt dans le rouge ou l'IR proche. La transmission d'un matériau est la conséquence de sa composition et du comportement des atomes qui le compose face aux ondes électromagnétiques de fréquences différentes. Ainsi les verres flint, comme les autres verres d'oxydes, sont caractérisés par leur fenêtre de transmission allant de 200 nm à 2,5 µm, bordée dans l'ultraviolet par leur énergie de gap importante variant selon le type de métaux utilisés dans la composition du verre, et dans l'infrarouge par l'absorption des phonons des groupes hydroxyles.

#### Transmission dans l'ultraviolet
Dans l'ultraviolet, ou UV, la chute de transmission a lieu du fait des transitions électroniques des éléments composant le verre : les électrons de valence absorbent les longueurs d'onde dont l'énergie correspond à leur énergie de gap. D'après la théorie des bandes dans un solide, les électrons ne peuvent prendre que certaines valeurs d'énergie bien précises dans des niveaux d'énergie particuliers mais, avec suffisamment d'énergie, un électron peut passer d'un de ces niveaux à un autre. Les ondes lumineuses sont chargées d'une énergie hν qui peut permettre à un électron de passer d'un niveau à l'autre si la longueur d'onde est suffisante. Selon l'intensité des liaisons avec les cations dans le verre, la fenêtre de transmission varie : en présence de métaux alcalins les électrons peuvent aller d'une bande à l'autre plus facilement car moins liés aux oxygènes non-pontants. Au contraire, l'introduction d'alumine (Al2O3) pour remplacer la silice va augmenter la fenêtre de transmission du verre car la configuration tétrahédrique de l'alumine diminue la proportion d'oxygènes non-pontants et donc d'électrons pouvant passer de la bande de valence à la bande de conduction.
De ce fait les verres flint qui contiennent des métaux lourds (comme Ti+ ou Pb2+) ont tendance à moins bien transmettre que les autres, puisque l'oxygène aura tendance à partager ses électrons avec le cation et donc à diminuer l'énergie de gap. Selon le métal lourd utilisé, la chute de transmission dans l'UV sera plus ou moins rapide, ainsi les verres flint au plomb transmettent mieux que des verres au niobium ou au titane. L'attention à porter à la matière des creusets et des fours est dès lors très importante car ces matériaux peuvent aussi avoir une influence sur la fenêtre de transmission dans l'UV. Par exemple, le platine est un élément très utilisé pour la fonte du verre, mais des inclusions de particules de platine dans la pâte du verre peuvent provoquer des pertes de transmission indésirables à cause des impuretés.

#### Transmission dans l'infrarouge
Dans l'infrarouge, ou IR, les phénomènes physiques entraînant une chute de transmission sont différents. Lorsqu'une molécule reçoit une quantité d'énergie donnée, elle se met à vibrer selon différents modes : fondamental, première harmonique, deuxième harmonique, etc., correspondant à des mouvements périodiques des atomes de la molécule ; chaque fréquence associée à l'énergie du mode de vibration de la molécule est absorbée.
L'humidité du verre, c’est-à-dire la présence d'eau dans le matériau, influence fortement la courbe de transmission des verres dans les régions de 2,9 µm à 4,2 µm. L'eau prend la forme de groupes OH−, dont la liaison O-H vibre à une fréquence avoisinant les 90 THz, ce qui équivaut à une absorption des longueurs d'onde de 2,9 µm à 3,6 µm. Cette chute locale de transmission est d'autant plus forte que l'humidité de l'échantillon est grande, une très forte humidité pouvant même occasionner une absorption au niveau des harmoniques de la vibration de la liaison O-H, vers 200 nm.

## Application
Les applications les plus importantes du verre flint sont dans la verrerie d'art et les écrans de protection ainsi que dans les domaines des verres optiques. Cependant comme précisé plus haut, une certaine catégorie de verres très non linéaires sont aussi utilisés pour de multiples applications : génération de supercontinuum, effet Faraday, fibres optiques à trous. Le verre revenant le plus fréquemment dans ces utilisations est le verre de Schott AG SF57.